# Carlo Baratelli
Carlo Baratelli (* 1. März 1926 in Genf; † 30. Oktober 2017 in La Chaux-de-Fonds, heimatberechtigt in Le Locle) war ein Schweizer Maler, Zeichner, Bildhauer und Kunstpädagoge. Sein Werk umfasst Tafelbilder, Zeichnungen, Grafiken, Wand- und Bühnenbilder, Mosaike, Collagen, Siebdrucke, Skulpturen und Architektur.

## Leben und Werk
Carlo Baratelli lebte von 1939 bis 1948 in Algerien und studierte nach der Matura an der Nationalen Schule für schöne Künste Architektur und Zeichnen. Danach übersiedelte er nach La Chaux-de-Fonds und war ein Jahr lang Schüler beim Maler Georges Dessouslavy.
Baratelli wandte sich der kubistischen Kunst zu und war an der zeitgenössischen Avantgarde interessiert. Ab den 1950er Jahren beschäftigte er sich ausschliesslich mit dem Thema der Integration von Kunstwerken im architektonischen Raum. Die Arbeiten konzentrierten sich auf Fragen zu den grundlegendsten Eigenschaften des Kunstwerks im Allgemeinen und der Malerei im Besonderen. Sein besonderes Interesse galt der gestalterischen Funktionsweise in Bezug auf den Betrachter.
Baratelli erhielt 1953 ein Kiefer-Hablitzel Stipendium und 1954 ein Stipendium von der Alice-Bailly-Stiftung. Zudem erhielt er 1957 und 1959 ein Eidgenössisches Kunststipendium.
Seine Werke stellte er ab 1954 regelmässig in Gruppen- und Einzelausstellungen aus, so in der Kunsthalle Bern, im Kunstmuseum Bern, in den Kunstmuseen Winterthur und Luzern, im Kunsthaus Zürich und im Helmhaus Zürich.
Zwischen 1958 und 1968 stellte er auch verschiedentlich in der Galerie La Rou in Paris sowie in verschiedenen Galerien der Schweiz aus. 1986 fand im Museum der schönen Künste in La Chaux-de-Fonds eine Retrospektive statt. Baratellis Werke sind u. a. in den Sammlungen des Museums für schöne Künste in La Chaux-de-Fonds, im Kunstmuseum in Lausanne sowie im Museum für Kunst und Geschichte in Neuenburg vertreten. Baratelli prägte die lokale Kunstszene von La Chaux-de-Fonds.

## Werke im öffentlichen Raum (Auswahl)
- 1957: Wandbild für die Vaudoise Versicherung in Lausanne
- 1957: Monumentales Mosaik für das Collège des Gentianes in La Chaux-de-Fonds
- 1958: Sieben fast monochrome Wandbilder für das Zentrum Numa Droz in La Chaux-de-Fonds
- 1976: Gestaltung für das Naturkundemuseum in Neuenburg